# Jōshin-Linie
| Triebzug der Baureihe 500 auf der Jōshin-Linie |                   |                               |                           |
| |                   |                               |                           |
| Streckenlänge: | 33,7 km           |                               |                           |
| Spurweite: | 1067 mm (Kapspur) |                               |                           |
| Stromsystem: | 1500 V =          |                               |                           |
| Maximale Neigung: | 16,67 ‰           |                               |                           |
| Minimaler Radius: | 160 m             |                               |                           |
| Streckengeschwindigkeit: | 85 km/h           |                               |                           |
| Zweigleisigkeit: | nein              |                               |                           |
| |                   |                               |                           |
| Gesellschaft: | Jōshin Dentetsu   |                               |                           |
| \| \| \| Jōetsu-Shinkansen \| 1982– \| \| \| \| Hokuriku-Shinkansen \| 1997– \| \| \| \| Jōetsu-Linie \| 1884– \| \| \| \| Shin’etsu-Hauptlinie \| 1885– \| \| \| 0,0 \| Takasaki (高崎) \| 1884– \| \| \| \| Takasaki-Linie \| 1884– \| \| \| \| \| \| \| \| 0,9 \| Minami-Takasaki (南高崎) \| 1935– \| \| \| \| \| \| \| \| \| Ausweiche Sano \| \| \| \| \| Jōetsu-Shinkansen \| 1982– \| \| \| 2,2 \| Sanonowatashi (佐野のわたし) \| 2014– \| \| \| \| Karasu-gawa \| \| \| \| 3,7 \| Nagoya (根小屋) \| 1926– \| \| \| 5,0 \| Takasaki-Shōka-Daigakumae \| Takasaki-Shōka-Daigakumae \| \| \| \| (高崎商科大学前) \| 2002– \| \| \| 6,1 \| Yamana (山名) \| 1897– \| \| \| 7,0 \| Nishi-Yamana (西山名) \| 1930– \| \| \| 8,3 \| Kogure (小暮) \| –1941 \| \| \| 9,4 \| Maniwa (馬庭) \| 1897– \| \| \| \| Kabura-kawa \| \| \| \| 11,7 \| Yoshii (吉井) \| 1897– \| \| \| 13,4 \| Nishi-Yoshii (西吉井) \| 1971– \| \| \| 14,4 \| Ausweiche Niiya \| Ausweiche Niiya \| \| \| 14,6 \| Jōshū-Niiya (上州新屋) \| 1915– \| \| \| 16,6 \| Jōshū-Fukushima (上州福島) \| 1897– \| \| \| \| Kabura-kawa \| \| \| \| 19,3 \| Higashi-Tomioka (東富岡) \| 1990– \| \| \| 20,2 \| Jōshū-Tomioka (上州富岡) \| 1897– \| \| \| 21,0 \| Nishi-Tomioka (西富岡) \| 1937– \| \| \| 21,8 \| Jōshū-Nanokaichi (上州七日市) \| 1912– \| \| \| 23,1 \| Jōshū-Ichinomiya (上州一ノ宮) \| 1897– \| \| \| 23,9 \| Nishi-Ichinomiya (西一ノ宮) \| –1960 \| \| \| 25,4 \| Kanohara (神農原) \| 1897– \| \| \| \| Jōshin’etsu-Autobahn \| \| \| \| 28,2 \| Nanjai (南蛇井) \| 1897– \| \| \| 29,9 \| Sendaira (千平) \| 1918– \| \| \| 31,0 \| Ausweiche Akatsu \| Ausweiche Akatsu \| \| \| \| Hakusan-Tunnel (40 m) \| \| \| \| 33,7 \| Shimonita (下仁田) \| 1897– \| |                   |                               |                           |
| Strecke |                   | Jōetsu-Shinkansen             | 1982–                     |
| Strecke quer · Abzweig geradeaus und von rechts |                   | Hokuriku-Shinkansen           | 1997–                     |
| Strecke von links · Kreuzung |                   | Jōetsu-Linie                  | 1884–                     |
| Strecke quer · Abzweig geradeaus und von rechts · Strecke |                   | Shin’etsu-Hauptlinie          | 1885–                     |
| | 0,0               | Takasaki (高崎)               | 1884–                     |
| Strecke · Strecke nach links · Kreuzung |                   | Takasaki-Linie                | 1884–                     |
| Strecke |                   |                               |                           |
| Haltepunkt / Haltestelle · Strecke | 0,9               | Minami-Takasaki (南高崎)      | 1935–                     |
| Strecke von links · Kreuzung · Strecke nach rechts |                   |                               |                           |
| Strecke · Blockstelle |                   | Ausweiche Sano                | Ausweiche Sano            |
| Strecke nach links · Kreuzung · Strecke quer |                   | Jōetsu-Shinkansen             | 1982–                     |
| Haltepunkt / Haltestelle | 2,2               | Sanonowatashi (佐野のわたし)  | 2014–                     |
| Brücke über Wasserlauf |                   | Karasu-gawa                   | Karasu-gawa               |
| Haltepunkt / Haltestelle | 3,7               | Nagoya (根小屋)               | 1926–                     |
| Haltepunkt / Haltestelle | 5,0               | Takasaki-Shōka-Daigakumae     | Takasaki-Shōka-Daigakumae |
| Strecke |                   | (高崎商科大学前)              | 2002–                     |
| Bahnhof | 6,1               | Yamana (山名)                 | 1897–                     |
| Haltepunkt / Haltestelle | 7,0               | Nishi-Yamana (西山名)         | 1930–                     |
| ehemaliger Haltepunkt / Haltestelle | 8,3               | Kogure (小暮)                 | –1941                     |
| Bahnhof | 9,4               | Maniwa (馬庭)                 | 1897–                     |
| Brücke über Wasserlauf |                   | Kabura-kawa                   | Kabura-kawa               |
| Bahnhof | 11,7              | Yoshii (吉井)                 | 1897–                     |
| Haltepunkt / Haltestelle | 13,4              | Nishi-Yoshii (西吉井)         | 1971–                     |
| Blockstelle | 14,4              | Ausweiche Niiya               | Ausweiche Niiya           |
| Haltepunkt / Haltestelle | 14,6              | Jōshū-Niiya (上州新屋)        | 1915–                     |
| Bahnhof | 16,6              | Jōshū-Fukushima (上州福島)    | 1897–                     |
| Brücke über Wasserlauf |                   | Kabura-kawa                   | Kabura-kawa               |
| Haltepunkt / Haltestelle | 19,3              | Higashi-Tomioka (東富岡)      | 1990–                     |
| Bahnhof | 20,2              | Jōshū-Tomioka (上州富岡)      | 1897–                     |
| Haltepunkt / Haltestelle | 21,0              | Nishi-Tomioka (西富岡)        | 1937–                     |
| Haltepunkt / Haltestelle | 21,8              | Jōshū-Nanokaichi (上州七日市) | 1912–                     |
| Bahnhof | 23,1              | Jōshū-Ichinomiya (上州一ノ宮) | 1897–                     |
| ehemaliger Haltepunkt / Haltestelle | 23,9              | Nishi-Ichinomiya (西一ノ宮)   | –1960                     |
| Haltepunkt / Haltestelle | 25,4              | Kanohara (神農原)             | 1897–                     |
| Strecke mit Straßenbrücke |                   | Jōshin’etsu-Autobahn          | Jōshin’etsu-Autobahn      |
| Bahnhof | 28,2              | Nanjai (南蛇井)               | 1897–                     |
| Haltepunkt / Haltestelle | 29,9              | Sendaira (千平)               | 1918–                     |
| Blockstelle | 31,0              | Ausweiche Akatsu              | Ausweiche Akatsu          |
| Tunnel |                   | Hakusan-Tunnel (40 m)         | Hakusan-Tunnel (40 m)     |
| Kopfbahnhof Streckenende | 33,7              | Shimonita (下仁田)            | 1897–                     |

Die Jōshin-Linie (上信線 Jōshin-sen) ist eine Eisenbahnstrecke auf der japanischen Insel Honshū, die von der Bus- und Bahngesellschaft Jōshin Dentetsu betrieben wird. In der Präfektur Gunma verbindet sie die Stadt Takasaki mit der Gemeinde Shimonita.

## Streckenbeschreibung
Die 33,7 km lange Stichstrecke ist in Kapspur (1067 mm) verlegt, eingleisig und mit 1500 V Gleichspannung elektrifiziert. Es werden 21 Bahnhöfe und Haltestellen bedient, zehn Ausweichen ermöglichen regelmäßige Zugkreuzungen. Die Höchstgeschwindigkeit beträgt 85 km/h, der Mindestradius 160 m und die maximale Neigung 16,67 Promille. Der östliche Ausgangspunkt ist der Bahnhof Takasaki, ein bedeutender Eisenbahnknoten, an dem die Schnellfahrstrecken Hokuriku-Shinkansen und Jōetsu-Shinkansen sowie mehrere andere Bahnstrecken von JR East aufeinandertreffen. Hier befinden sich auch das Depot und der Hauptsitz der Jōshin Dentetsu.
Zunächst verläuft die Strecke südwärts und folgt dabei der Jōetsu-Shinkansen, deren Viadukt zweimal unterquert wird. Sie überquert den Karasu und folgt der Flussebene in südöstlicher Richtung. Unmittelbar nachdem sie den Yamana-Hachiman-Schrein passiert hat, wendet sie sich nach Südwesten und erreicht das Kabura-Tal. Über mehrere Kilometer verläuft die Trasse westwärts durch die Ebene. Kurz nach Jōshū-Nanokaichi biegt sie nach Südwesten ab und verläuft nun durch zunehmend hügeliges Gelände im ländlichen Raum. Nach der Durchquerung des 40 m langen Hakusan-Tunnels, des einzigen Bauwerks dieser Art, wird schließlich die Endstation Shimonita erreicht.

## Zugangebot
Der Fahrplan ist angesichts der ländlichen Lage der Strecke relativ gut ausgebaut, wobei sämtliche Züge an allen Zwischenstationen halten. Tagsüber verkehren sie ungefähr alle 30 bis 40 Minuten. Während der morgendlichen Hauptverkehrszeit in Richtung Takasaki fahren sie ungefähr viertelstündlich, abends in der Gegenrichtung halbstündlich. Einzelne Züge befahren nicht die ganze Strecke, sondern wenden in Jōshū-Tomioka. Die Gesamtfahrtzeit beträgt ungefähr eine Stunde.
In der Vergangenheit gab es Schnellzüge, die etliche Zwischenhalte übersprangen und die Strecke in nur 36 Minuten zurücklegten. Die Jōshin Dentetsu wickelte auch Gütertransporte mit Produkten wie Düngemittel, Zement und Kalkstein ab. Der Höhepunkt war Mitte der 1970er Jahre erreicht, doch dann nahm die Beförderungsmenge laufend ab. Die Schließung eines Zementlagers neben dem Bahnhof Minami-Takasaki hatte im September 1994 die Einstellung des übrig gebliebenen Güterverkehrs zur Folge.

## Bilder

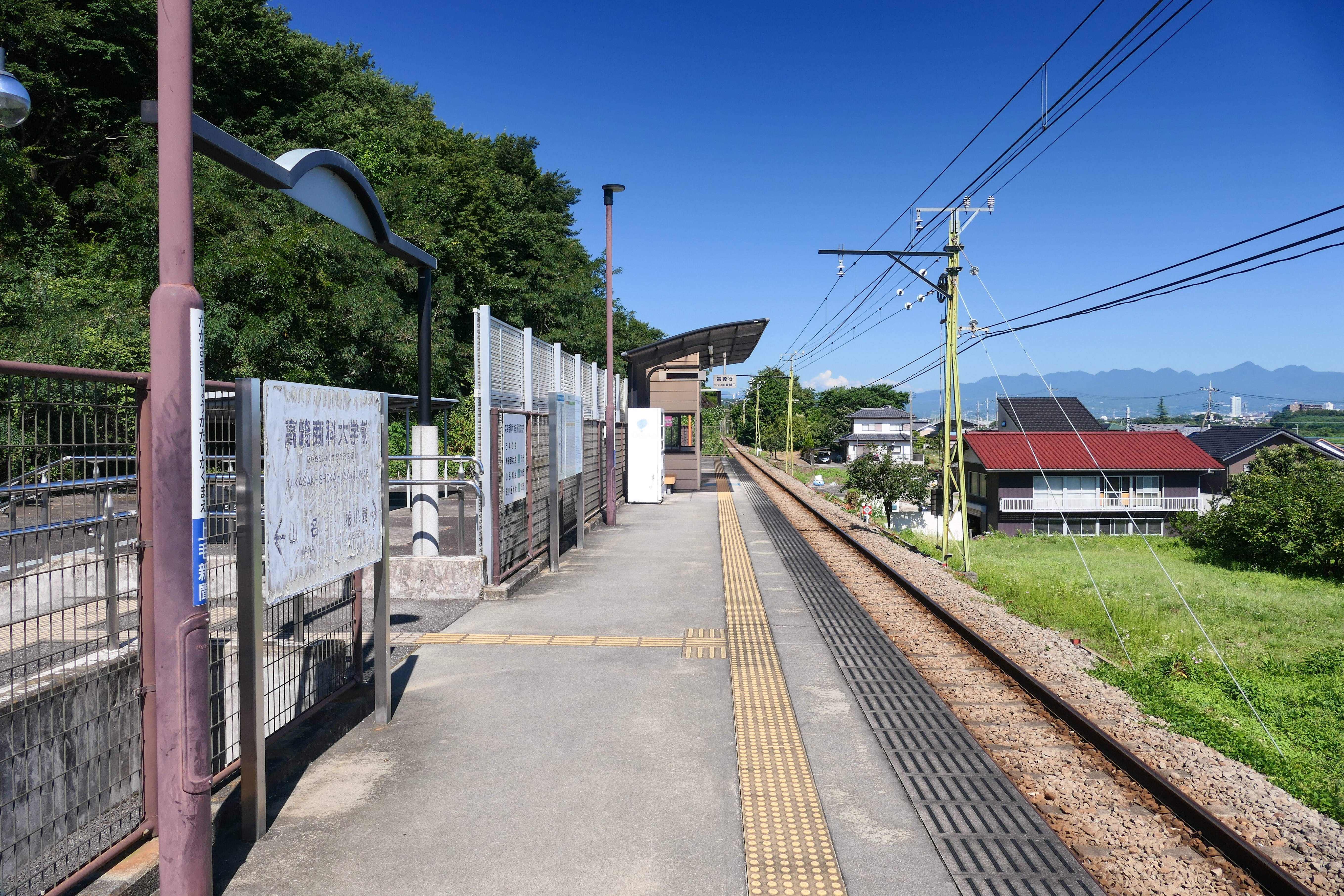
Haltestelle Takasaki-Shōka-Daigakumae
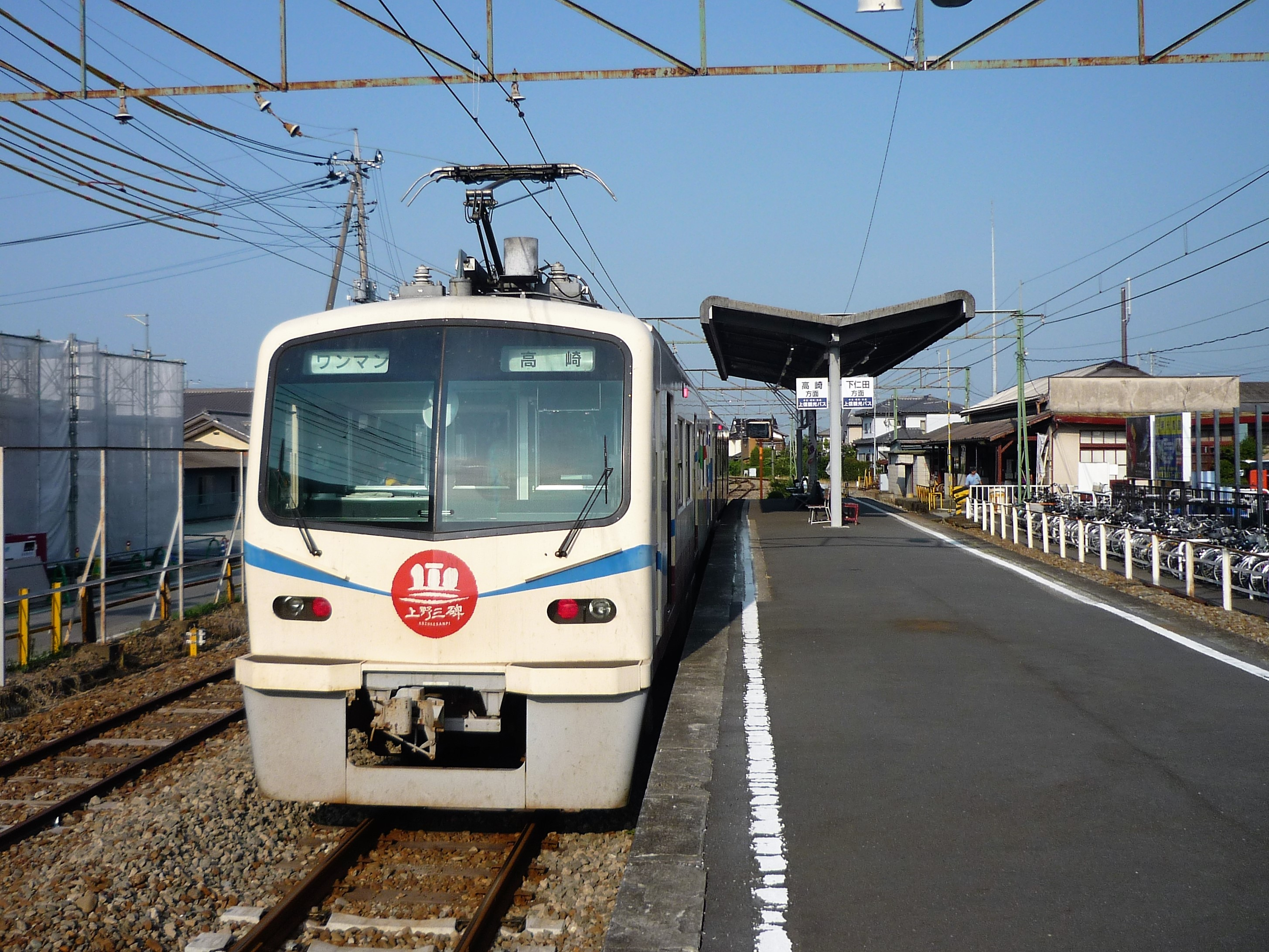
Triebzug der Baureihe 7000 in Yoshii
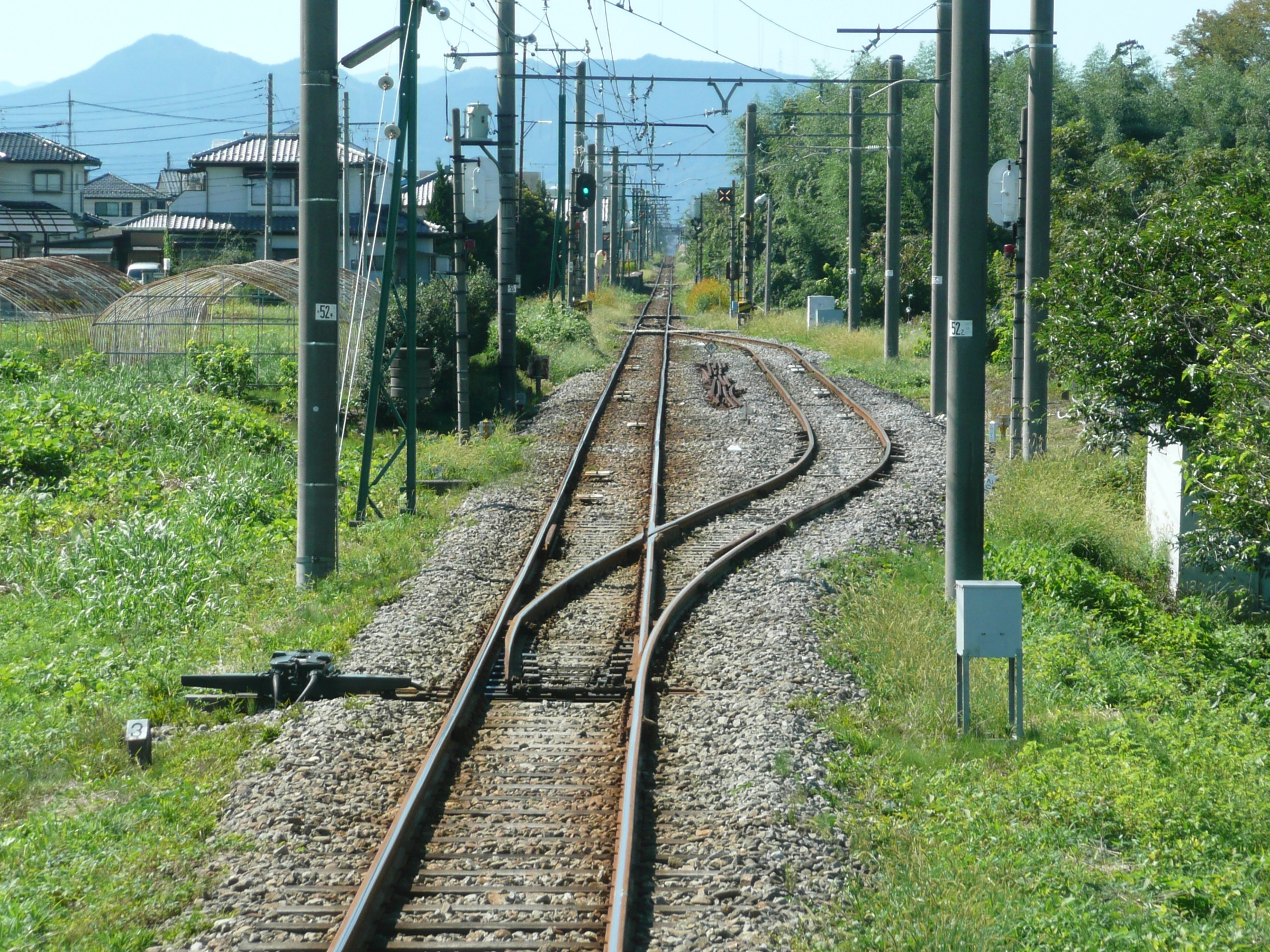
Ausweiche Niiya
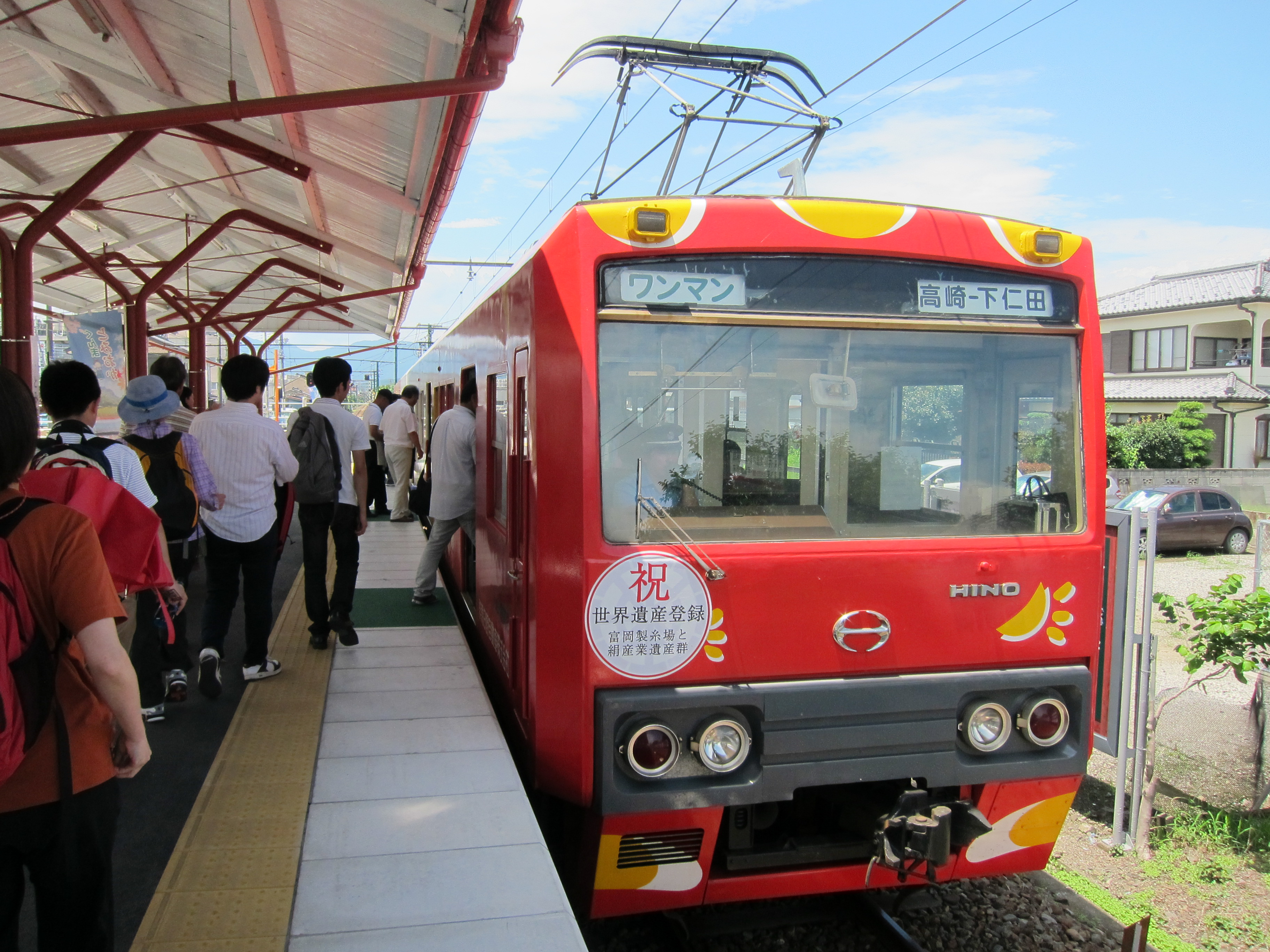
Triebzug der Baureihe 6000 in Jōshū-Tomioka
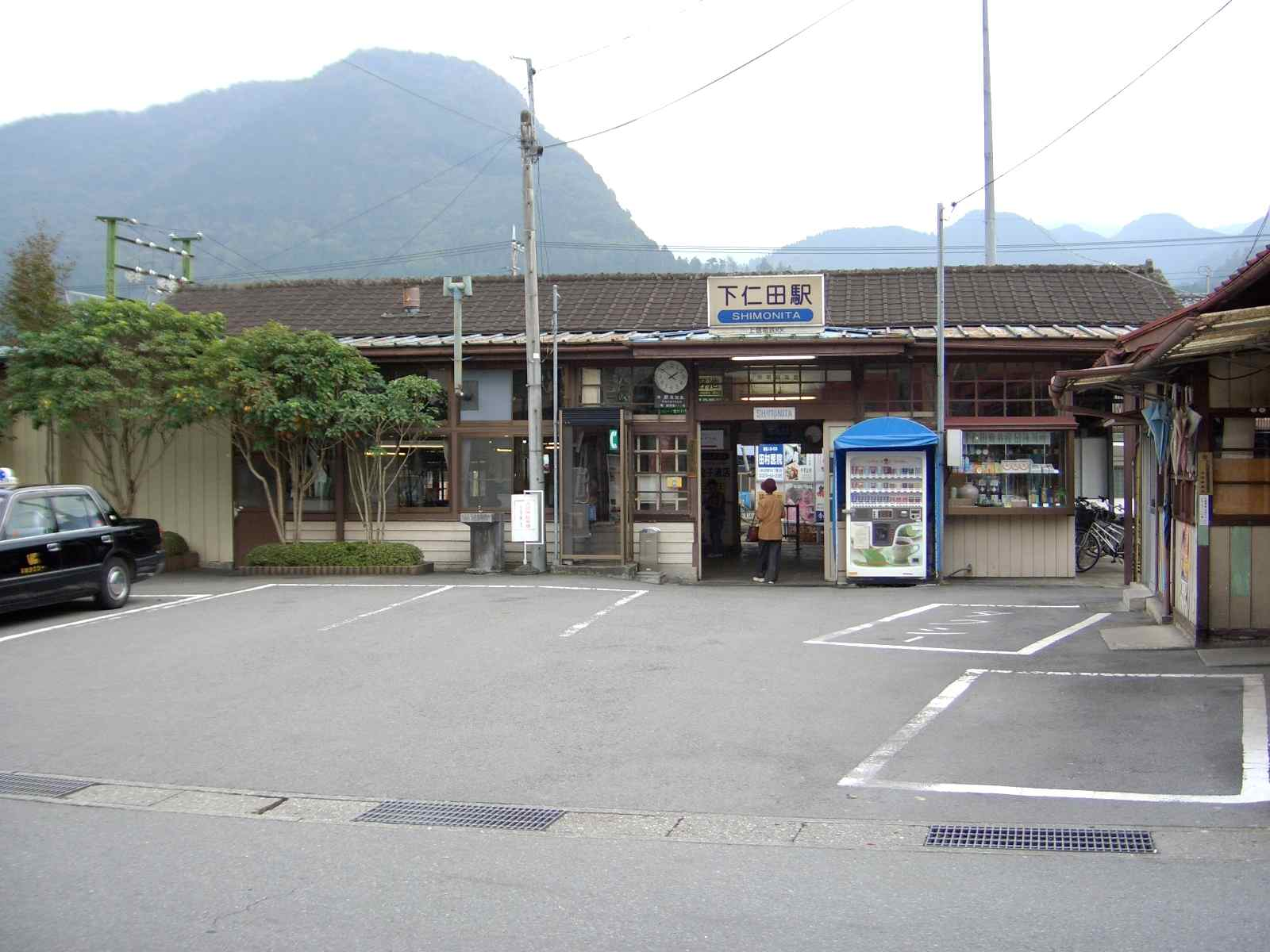
Bahnhof Shimonita

## Geschichte
Während der Edo-Zeit führte eine Nebenroute der Nakasendō-Straße durch das Gebiet und die Eröffnung der Seidenfabrik in Tomioka im Jahr 1871 gab den Impuls für die Einführung moderner Verkehrsmittel. So erfolgte 1873 die Einführung eines Pferdeomnibusses zwischen Honjō und Tomioka, der jedoch nach einigen Jahren den Betrieb einstellte. Im Dezember 1895 gründete sich die Bahngesellschaft Ueno Tetsudō (die heutige Jōshin Dentetsu). Am 10. Mai 1897 eröffnete sie den ersten Abschnitt zwischen dem Bahnhof Takasaki und Jōshū-Fukushima. Es handelte sich um eine Kleinbahn mit einer Spurweite von 762 mm, auf der von Dampflokomotiven gezogene gemischte Züge verkehrten. Am 7. Juli 1897 folgte der Abschnitt zwischen Jōshū-Fukushimaö und Nanjai, und am 8. September 1897 war die Endstation Shimonita erreicht.
Die Strecke stieß nach rund drei Jahrzehnten an ihre Kapazitätsgrenze, weshalb die Bahngesellschaft im Jahr 1924 eine Umspurung auf Kapspur (1067 mm) vornahm und die Strecke elektrifizierte. Die entsprechenden Arbeiten zwischen Takasaki und Jōshū-Tomioka waren am 3. Oktober abgeschlossen, auf der restlichen Strecke bis Shimonita am 25. Dezember. Daraufhin wurden die gemischten Züge durch Triebwagen für Personenzüge und Elektrolokomotiven für Güterzüge ersetzt. Die Fahrtzeit halbierte sich auf etwas mehr als eine Stunde. Im Gegensatz zu anderen lokalen Privatbahnen profitierte die Jōshin-Linie lange von einer relativ großen Bevölkerung entlang der Strecke. 1966 erreichte sie den Höchststand von 8,165 Millionen Fahrgästen jährlich, doch danach begann die Zahl kontinuierlich zu sinken. Dies verursachte zunehmende Betriebsverluste, was die Jōshin Dentetsu dazu zwang, ab 1974 Subventionen zu beziehen.
Zur Stimulierung der Nachfrage wurde 1980/81 ein umfangreiches Modernisierungsprogramm durchgeführt, wobei die Präfektur Gunma etwa die Hälfte der Kosten übernahm. Zu den Maßnahmen gehörten die Erneuerung des Rollmaterials, neue Bahnsteige und Ausweichen, Begradigung von Kurven, neue Schienen, Nachrüstung von Bahnübergängen und Fernsteuerung der Umspannwerke. Ab November 1981 benötigten Nahverkehrszüge nur noch 50 Minuten für die gesamte Strecke, während die Fahrtzeit bei einzelnen Schnellzügen auf 36 Minuten gesenkt werden konnte. Am 21. Dezember 1984 ereignete sich in der Ausweiche Akatsu nahe dem Streckenende in Shimonita ein Frontalzusammenstoß zweier Züge, bei dem ein Triebwagenführer getötet und 125 Fahrgäste verletzt wurden. Als Folge dieses Unfalls verringerte die Jōshin Dentetsu die Höchstgeschwindigkeit. Sie ging zu einer neuen Strategie über, die Züge nicht so schnell wie möglich verkehren zu lassen, sondern das Einzugsgebiet der Strecke durch die Errichtung zusätzlicher Haltestellen zu vergrößern. Außerdem führte sie 1985 ein Zwangsbremsungssystem ein.
Am 2. Oktober 1998 unterbrach ein Felssturz die Strecke zwischen Nanjai und Shimonita; der betroffene Abschnitt war daraufhin bis zum 30. Januar 1999 unterbrochen. Taifun Danas zerstörte am 10. September 2001 die Pfeiler der Kabura-Brücke zwischen Jōshū-Fukushima und Higashi-Tomioka, worauf der Betrieb auf der gesamten Strecke unterbrochen werden musste. Die Wiedereröffnung erfolgte etappenweise und zog sich bis zum 4. November hin.

## Liste der Bahnhöfe
| Name                                       | km   | Anschlusslinien | Lage   | Ort       |
| ------------------------------------------ | ---- | --- | ------ | --------- |
| Takasaki (高崎)                            | 00,0 | Hokuriku-Shinkansen Jōetsu-Shinkansen Hachikō-Linie Jōetsu-Linie Shin’etsu-Hauptlinie Shōnan-Shinjuku-Linie Takasaki-Linie | Koord. | Takasaki  |
| Minami-Takasaki (南高崎)                   | 00,9 | | Koord. | Takasaki  |
| Sanonowatashi (佐野のわたし)               | 02,2 | | Koord. | Takasaki  |
| Nagoya (根小屋)                            | 03,7 | | Koord. | Takasaki  |
| Takasaki-Shōka-Daigakumae (高崎商科大学前) | 05,0 | | Koord. | Takasaki  |
| Yamana (山名)                              | 06,1 | | Koord. | Takasaki  |
| Nishi-Yamana (西山名)                      | 07,0 | | Koord. | Takasaki  |
| Maniwa (馬庭)                              | 09,4 | | Koord. | Takasaki  |
| Yoshii (吉井)                              | 11,7 | | Koord. | Takasaki  |
| Nishi-Yoshii (西吉井)                      | 13,4 | | Koord. | Takasaki  |
| Jōshū-Niiya (上州新屋)                     | 14,6 | | Koord. | Kanra     |
| Jōshū-Fukushima (上州福島)                 | 16,6 | | Koord. | Kanra     |
| Higashi-Tomioka (東富岡)                   | 19,3 | | Koord. | Tomioka   |
| Jōshū-Tomioka (上州富岡)                   | 20,2 | | Koord. | Tomioka   |
| Nishi-Tomioka (西富岡)                     | 21,0 | | Koord. | Tomioka   |
| Jōshū-Nanokaichi (上州七日市)              | 21,8 | | Koord. | Tomioka   |
| Jōshū-Ichinomiya (上州一ノ宮)              | 23,1 | | Koord. | Tomioka   |
| Kanohara (神農原)                          | 25,4 | | Koord. | Tomioka   |
| Nanjai (南蛇井)                            | 28,2 | | Koord. | Tomioka   |
| Sendaira (千平)                            | 29,9 | | Koord. | Tomioka   |
| Shimonita (下仁田)                         | 33,7 | | Koord. | Shimonita |